# 태흥3리항
태흥3리항(덕돌포구)은 제주특별자치도 서귀포시 남원읍 태흥3리에 위치한 어항이다. 2005년 3월 21일 어촌정주어항으로 지정되었다. 관리청은 서귀포시, 시설관리자는 서귀포시장이다.

## 어항 연혁
- 태흥3리 지역은 예전에 개맛물(개맡물)로 불렸는데 이는 포구에서 물이 솟아나는 것을 보고 붙여진 이름이다. 당시 덕돌포(포구 주변) 주민들이 음료수로 사용하였다고 한다. 개맡은 포구 혹은 포구의 어귀를 일컫는 제주지역어이다.
- 2005년 3월 21일 기본 계획이 수립되고, 2009년 6월 10일 정비계획이 수립, 고시되었다.

## 어항 구역
- 수역: 항 북측 육지에서 E방향으로 225m(90°00')지점과 이 점에서 S방향으로 270m (180°00')지점, 이 점에서 W방향으로 340m(270°00')지점의 육지를 연결한 선을 따라 형성된 국가공유지
- 어항구역면적 : 55,664m2, 항내수면적 : 1,300m2